# 9. Marineflakregiment
Het 9. Marineflakregiment was een Duitse militaire eenheid in de Tweede Wereldoorlog. De eenheid werd in september 1942 opgericht. Tijdens haar gehele bestaan was de eenheid gestationeerd in Gotenhafen, waar het voornamelijk belast werd met de bescherming van de haven tegen luchtaanvallen. In april 1945 werd de eenheid opgeheven.
Het 8. Marineflakregiment was aanvankelijk onderdeel van de Festung Gotenhafen, later van het Abschnitt Gotenhafen en uiteindelijk van Seekommandant Westpreußen, dat weer onder de Küstenbefehlshaber mittlere Ostsee viel. 

## Commandanten
- Kapitein ter zee Dankmar Graf Beissel von Gymnich (september 1942 - oktober 1943)
- Kapitein ter zee Bernhard Chappuzeau (oktober 1943 - december 1943)
- Kapitein ter zee M.A. Ulrich Jakobs (december 1943 - september 1944)
- Kapitein ter zee M.A. Paul Fenn (september 1944 - april 1945)

## Samenstelling
- Marineflakabteilung 219
- Marineflakabteilung 229
- Marineflakabteilung 249
- Marineflakabteilung 259
- Marineflakabteilung 818
- 1. Marinenebelabteilung
- 9. Marinefeuerschutzabteilung